# Duck-typing
Duck-typing (anglická výslovnost [dak ˈtajpiŋ], česky kachní typování) je způsob dynamického typování, kdy se posuzuje objekt nikoli z hlediska jím deklarovaných předků nebo implementovaných rozhraní, ale jen na základě jeho metod.
Původ systému je přisuzován větě Jamese Whitcomba Rileyho:
„Pokud vidím ptáka, který chodí jako kachna, plave jako kachna a káchá jako kachna, tak o tomto ptáku tvrdím, že je to kachna.“

## Upřesnění definice
Současná implementace duck-typingu tak, jak byla popsána v úvodu, se od této ideje poněkud liší. Při duck-typingu se nezkoumá, zda objekt kváká jako kachna, ale posuzovatele zajímá jen, zda implementuje metodu kvákni();. Po úpravě se tedy tvrdí, že:
„Pokud vidím něco, co umí chodit, plavat a kvákat, pak věřím tomu, že vidím kachnu.“
Objekt rozpoznaný pomocí duck-typingu se tedy chová stejně jako objekt implementující rozhraní:
```
public interface IDuck
{
   /** 
    * Walk like a duck.
    */
   public void walk();
   /**
    * Swim like a duck.
    */
   public void swim();
   /**
    * Quack like a duck.
    */
   public void quack();
}
```

s tím rozdílem, že při duck-typingu není třeba implementovat rozhraní jako takové – stačí implementace zmíněných metod.

## Problémy duck-typingu
Jsou způsobené právě zmíněnou vlastností, kdy je zkoumáno jen rozhraní (název a datové typy metod) bez ohledu na kontrakt, předky nebo implementovaná rozhraní. Mezi kachny se tak může dostat nejen myslivec, který se rozhodl přihlásit k rozhraní IDuck (pravděpodobně z důvodu vyšší úspěšnosti lovu), ale i dítě, které má v kapse vábničku na kachny a které se kachen bojí.
Z tohoto důvodu se k duck-typingu přistupuje zejména v případech, kdy je k dispozici známá množina objektů a nehrozí dezinterpretace. Pokud by se pomocí duck-typingu například hledaly Hodiny jako objekty implementující metodu
```
public void natáhni();
```

mohlo by dojít k nepříjemným překvapením, pokud by mezi dostupnými třídami existovala třída Facka.

## Duckapter
Duckapter je knihovna vytvořená Vladimírem Oraným, která přináší duck-typing do programovacího jazyka Java, kde jinak nelze použít duck-typing jinak než pomocí reflexe.
Knihovna vychází z již zmíněné podobnosti s implementací rozhraní. V případě zájmu o zkoumání, zda instance kachna třídy Kachna je dle duck-typingu kachnou (i když se nehlásí k implementaci rozhraní IDuck), by se volalo:
```
boolean isDuck = Duck.test(kachna, IDuck.class);
```

a pro použití například:
```
if (Duck.test(kachna, IDuck.class)) {
  IDuck theDuck = Duck.type(kachna, IDuck.class);
  System.out.println(theDuck.quack());
}
```

## Groovy
Mnohem jednodušeji než „čistá“ Java přistupuje k duck-typingu jazyk Groovy
```
class Duck
{
       def walk() { println "I'm a Duck, I can walk…" }
       def swim() { println "I'm a Duck, I can swim…" }
       def quack() { println "I'm a Duck, I can quack" }
}

class Person
{
       def walk() { println "I'm a Person, I can walk…" }
       def swim() { println "I'm a Person, I can swim…" }
       def talk() { println "I'm a Person, I can talk…" }
}

def d = new Duck()
def p = new Person()
 
d.walk()        // Ok, duck has walk() method
d.swim()        // Ok, duck has swim() method
d.quack()       // Ok, duck has quack() method

p.walk()        // Ok, person has walk() method
p.swim()        // Ok, person has swim() method
p.quack()       // Runtime error, no quack() method
```